# Serut (Kuwarasan)
Serut is een bestuurslaag in het regentschap Kebumen van de provincie Midden-Java, Indonesië. Serut telt 1182 inwoners (volkstelling 2010).